# Abisara cudaca
Abisara cudaca är en fjärilsart som beskrevs av Hans Fruhstorfer 1914. Abisara cudaca ingår i släktet Abisara och familjen Riodinidae. Inga underarter finns listade i Catalogue of Life.